# JET綜合台
JET綜合台前身是於1996年成立於新加坡Asia Broadcast Center，過去為台灣三個專門提供日本電視節目的電視頻道之一；2010年元旦起更名。
由日本住友商事發起，加上台灣衛星娛樂傳播股份有限公司（Satellite Entertainment Communication Co., Ltd.；簡稱SEC），結合日本、台灣兩地股東注資。

## 歷史

JET日本台時期標誌

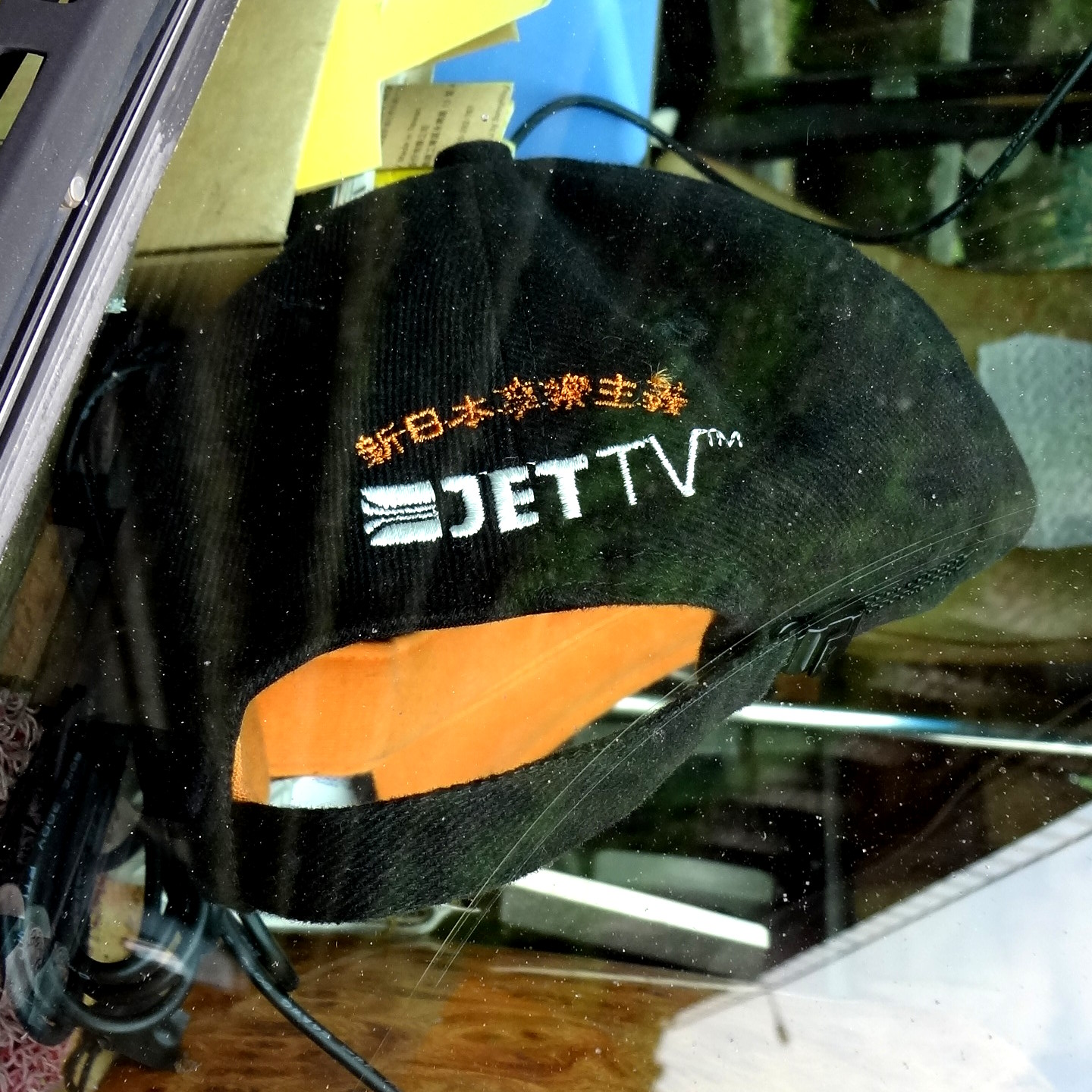
JET TV黑色鴨舌帽

- 1996年10月，JET日本台成立於新加坡Asia Broadcast Center，SEC成立於台北市。
- 1997年1月，JET日本台正式於台灣首播，統一以「JET TV」名稱對外，SEC為總代理。
- 1997年3月，JET日本台於東南亞、馬來西亞、泰國首播，提供英語、泰語、華語配音服務。
- 1998年，JET日本台於香港正式首播。
- 1999年2月，住友商事正式與SEC簽訂合約，將JET日本台經營權轉讓給SEC。
- 1999年6月底，JET日本台新加坡公司正式宣佈關閉。
- 1999年11月，JET日本台於北美地區透過東森美洲台播出。
- 2000年2月，JET日本台於中國大陸地區取得落地審批，正式播出。
- 2001年10月，JET日本台於新加坡、澳洲正式播出。
- 2002年6月，JET日本台於馬來西亞正式復播。
- 2003年4月，JET日本台於中國大陸停播。
- 2003年10月，JET日本台於香港正式復播。
- 2005年1月，JET日本台定頻於有線電視45頻道。
- 2007年，JET日本台被多數有線電視移至76頻道。
- 2008年，JET日本台頻位再度更動，移至46頻道。
- 2009年12月31日，JET日本台發出新聞稿，決定於2010年1月4日轉型為綜合台並播放超級電視台原有之兩個節目。
- 2010年1月1日，JET日本台改名為JET綜合台，隸屬媒體棧國際行銷，播出超視《新聞挖挖哇》、《命運好好玩》與全新製作的台灣綜藝節目。
- 2014年1月1日，JET綜合台從46頻道改為45頻道(凱擘系統旗下有線電視為80頻道)。
- 2017年4月，JET綜合台啟用高畫質版本「JET綜合HD」。
- 2019年5月底，JET綜合台與年代集團分家，改向中華電視公司租用華視媒體園區攝影棚。[1]
- 2021年7月1日，中嘉系統旗下有線電視將JET綜合台移至88頻道。
- 2023年6月26日，凱擘系統旗下有線電視將JET綜合台移至83頻道。

## 海外可見的國家與地區
- 新加坡：

1996年10月開播(至2011/12/29)。
- 台灣：

1997年1月開播、2012/8/22 - 2012/9/12(重播)。
- 泰國：

1997年3月開播。
- 香港：

1998年開播。
- 北美地區：

1999年11月。
- 澳洲：

2001年10月。
- 馬來西亞：

2002年6月。

## 播放狀況
主要在臺灣的有線電視頻道播出，另有以下地區的播映。

### 亞太地區
1997年3月，於東南亞、馬來西亞、泰國首播(提供英語、泰語、中文配音服務)。2001年10月，於新加坡、澳洲正式播出。2002年6月，在馬來西亞正式播出。2004年起，於泰國試播。

#### 香港
1998年於香港首播，2003年正式播出，曾經是香港有線電視其中一個收費頻道，但於2018年10月1日起停播。

### 北美洲
1999年10月起，透過東森美洲台於北美地區播出。2002年7月1日，陽光文化網絡電視控股有限公司宣佈，北美觀眾能透過Dish Network和AT&T網絡收看JET綜合台。

### 中國大陸
2000年2月，取得落地審批；2003年3月6日，陽光衛視宣佈計劃與東森和JET日本台合組頻道管理公司，為陽光衛視每天提供部分節目，如《搶救貧窮大作戰》等。但2003年4月1日，中國國家廣電總局下達禁播令，宣布「即時起，暫停香港的陽光衛視與JET日本台兩家電視台在內地的播放權」，也就是說，JET綜合台目前無法在中國大陸落地播放。

## 合作頻道
| 公司名稱                       | 電視頻道      | 備註                                                              |
| ------------------------------ | ------------- | ----------------------------------------------------------------- |
| 媒體棧國際行銷事業股份有限公司 | 國興衛視      | 有線電視第77頻道 有線電視第78頻道                                 |
| 媒體棧國際行銷事業股份有限公司 | JET綜合台     | 有線電視第83頻道 有線電視第88頻道                                 |
| 媒體棧國際行銷事業股份有限公司 | 東風衛視      | 有線電視第37頻道                                                  |
| 遠富國際股份有限公司           | ETtoday綜合台 | 有線電視凱擘、台灣大寬頻、大新店、屏南89頻道 中華電信MOD第315頻道 |

## 外部連結
- JET綜合台官方網站（页面存档备份，存于）
- JET綜合台 - 頻道介紹 （页面存档备份，存于）
- JET綜合台 - 節目資訊 （页面存档备份，存于）
- JET綜合台 - 最新訊息 （页面存档备份，存于）
- JET綜合台 - 節目表 （页面存档备份，存于）
- Jet綜合台的Facebook專頁
- 媒體棧國際行銷事業股份有限公司 - 台灣公司資料 （页面存档备份，存于）